# 黄嘉 (1921年)
黄嘉（1921年1月—2018年5月2日），曾用名黄家猷、黄友平、黄河，男，汉族，广西荔浦人，中华人民共和国政治人物，曾任中共广西壮族自治区党委宣传部部长，广西壮族自治区人大常委会副主任。